# Жінки у Візантії

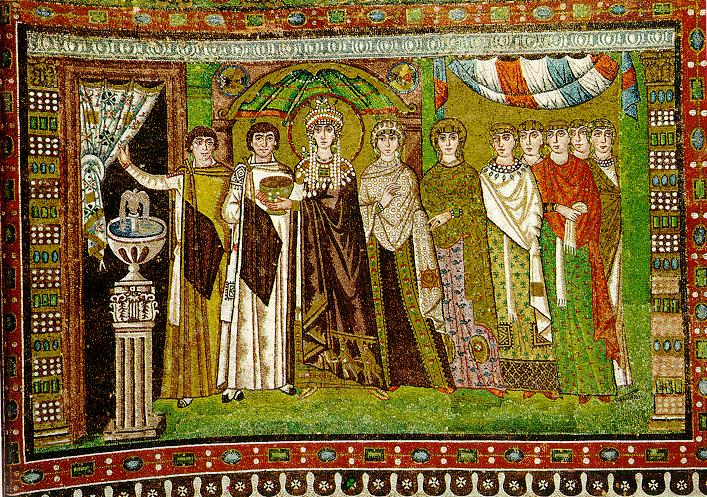
Імператриця Феодора із почтом. Мозаїка Сан-Вітале в Равенні, VI століття

Жінки у Візантії відігравали важливу роль, проте багато деталей їхнього життя є предметом дискусій. Численні джерела (хроніки, юридичні тексти, агіографічна література) малюють картину патріархального суспільства Візантії, в якому жінки не мали самостійного значення і знаходилися в ув'язненні в гінекеї. Довгий час увагу істориків привертали тільки видатні візантійські жінки, в основному імператриці, особливо дружина імператора Юстиніана I Феодора, що зробила значний вплив на події першої половини VI століття.
Наукове вивчення правового і економічного становища жінок у Візантії почалося в другій половині XIX століття і інтенсивно продовжується в даний час. Предметом вивчення є як жінки взагалі, так і пов'язані з ними питання сімейного та майнового права. Убогість збережених джерел призводить до різноманітних оцінок місця жінок в візантійському суспільстві. З розвитком ґендерних досліджень в 1970-х роках існує тенденція до перегляду ранніх поглядів, згідно з якими ця роль не була значною.

## Історіографія